# Priscila
Priscila o Prisca  era la esposa de Aquila, muy mencionada junto con su esposo en el Nuevo Testamento. Priscila y Aquila eran posiblemente judíos, fabricantes de tiendas. Vivieron en Roma hasta que el emperador Claudio, por decreto imperial, estableció la expulsión de los judíos de Roma. Priscila y su esposo fueron a vivir a Corinto.
Desde el año 50 d. C. estuvieron con Pablo en varios lugares: Roma, Éfeso y Corinto.
El nombre Priscila es el diminutivo de Prisca (del latín: antigua). Pablo la llama Prisca cuando la menciona en las cartas paulinas o epístolas paulinas (Romanos 16, 3; I Corintios 16, 19), mientras que Lucas la menciona como Priscila en el libro de los Hechos de los Apóstoles 18, 2.18.26.
En la Epístola de Pablo a los romanos (Rom 16, 3-4) se lee: 

Saludad a Prisca y a Aquila, mis cooperadores en Cristo Jesús, los cuales para salvar mi vida expusieron su cabeza.

Según las Actas de los Mártires, escritas en el siglo X, era una adolescente que fue llevada al anfiteatro para diversión de la gente. Un león se lanzó sobre ella pero en lugar de hacerla pedazos se echó sus pies. En vista de esta situación, la devolvieron de nuevo a la cárcel. Algún tiempo después fue ejecutada y se dice que un águila veló por su cuerpo hasta su entierro en las Catacumbas de Priscila. De todos modos, el relato de las «Actas», que datan a lo más del siglo X, tiene un valor histórico relativo. El relato parece una simple reproducción del martirio legendario de santa Tatiana, con ligeras modificaciones.
Desde muy antiguo a esta joven romana se le tributó culto en Roma. En el siglo IX unas excavaciones arqueológicas descubrieron e identificaron que estaba enterrada en el Monte Aventino con el nombre de Priscila, mujer de Aquila, un tejedor de cortinas judío-cristiano, cuya onomástica como santo se celebra el 7 de julio. En Roma se encuentra la iglesia de Santa Prisca, que fue construida sobre las ruinas de un santuario del dios pagano Mitra.

## Variantes
- Femenino: Priscila, Pricila, Prisila.
- Masculino: Pricilo, Priscilo.

| Variante en idioma | Variante en idioma         |
| ------------------ | -------------------------- |
| Español            | Priscila, Pricila, Prisila |
| Inglés             | Priscilla                  |
| Francés            | Priscille                  |
| Polaco             | Pryscylla                  |
| Ruso               | Прискилла                  |